# Гайслан Гарсія
Гайслан Антоніо Веранес Гарсія (англ. Haislan Antonio Veranes Garcia; нар. 4 березня 1983, Гуанабакоа, Гавана, Куба) — канадський борець вільного стилю, дворазовий срібний та дворазовий бронзовий призер Панамериканських чемпіонатів, бронзовий призер Панамериканських ігор, учасник трьох Олімпійських ігор.

## Життєпис
Уродженець Гуанабакоа — одного з муніципалітетів Гавани. Боротьбою почав займатися з 1993 року.
Виступає за борцівський клуб Бернабі Монтейн, Бернабі. Тренер — Дейв Маккей.

## Спортивні результати на міжнародних змаганнях

### Виступи на Олімпіадах
| Змагання                    | Збірна | Вагова категорія          | Місце |
| --------------------------- | ------ | ------------------------- | ----- |
| Літні Олімпійські ігри 2008 | Канада | вільна боротьба, до 66 кг | 16    |
| Літні Олімпійські ігри 2012 | Канада | вільна боротьба, до 66 кг | 7     |
| Літні Олімпійські ігри 2016 | Канада | вільна боротьба, до 65 кг | 11    |

### Виступи на Чемпіонатах світу
| Змагання                        | Збірна | Вагова категорія          | Місце |
| ------------------------------- | ------ | ------------------------- | ----- |
| Чемпіонат світу з боротьби 2009 | Канада | вільна боротьба, до 66 кг | 21    |
| Чемпіонат світу з боротьби 2010 | Канада | вільна боротьба, до 66 кг | 5     |
| Чемпіонат світу з боротьби 2011 | Канада | вільна боротьба, до 66 кг | 32    |
| Чемпіонат світу з боротьби 2013 | Канада | вільна боротьба, до 66 кг | 8     |
| Чемпіонат світу з боротьби 2014 | Канада | вільна боротьба, до 65 кг | 21    |
| Чемпіонат світу з боротьби 2015 | Канада | вільна боротьба, до 65 кг | 12    |
| Чемпіонат світу з боротьби 2017 | Канада | вільна боротьба, до 65 кг | 15    |
| Чемпіонат світу з боротьби 2018 | Канада | вільна боротьба, до 70 кг | 15    |

### Виступи на Панамериканських чемпіонатах
| Змагання                                   | Збірна | Вагова категорія          | Місце  |
| ------------------------------------------ | ------ | ------------------------- | ------ |
| Панамериканський чемпіонат з боротьби 2008 | Канада | вільна боротьба, до 66 кг | Срібло |
| Панамериканський чемпіонат з боротьби 2009 | Канада | вільна боротьба, до 66 кг | Срібло |
| Панамериканський чемпіонат з боротьби 2010 | Канада | вільна боротьба, до 66 кг | Бронза |
| Панамериканський чемпіонат з боротьби 2011 | Канада | вільна боротьба, до 66 кг | Бронза |

### Виступи на Панамериканських іграх
| Змагання                  | Збірна | Вагова категорія          | Місце  |
| ------------------------- | ------ | ------------------------- | ------ |
| Панамериканські ігри 2015 | Канада | вільна боротьба, до 65 кг | Бронза |

### Виступи на інших змаганнях
| Змагання                                                               | Збірна | Вагова категорія                 | Місце  |
| ---------------------------------------------------------------------- | ------ | -------------------------------- | ------ |
| Турнір Дана Колова — Николи Петрова 2009                               | Канада | вільна боротьба, до 66 кг        | Золото |
| Міжнародний меморіал Дейва Шульца 2010                                 | Канада | вільна боротьба, до 66 кг        | Золото |
| Золотий Гран-прі з боротьби 2010 (Тбілісі)                             | Канада | вільна боротьба, до 66 кг        | Срібло |
| Золотий Гран-прі з боротьби 2010 (Баку)                                | Канада | вільна боротьба, до 66 кг        | 8      |
| Міжнародний турнір Ньюйоркського атлетичного клубу 2010                | Канада | вільна боротьба, до 66 кг        | Срібло |
| Міжнародний меморіал Дейва Шульца 2011                                 | Канада | вільна боротьба, до 66 кг        | Золото |
| Золотий Гран-прі з боротьби 2011 (Баку)                                | Канада | вільна боротьба, до 66 кг        | 8      |
| Олімпійський кваліфікаційний турнір з боротьби 2012 (Кіссіммі-Орландо) | Канада | вільна боротьба, до 66 кг        | Золото |
| Меморіал Вацлава Циолковського 2012                                    | Канада | вільна боротьба, до 66 кг        | Срібло |
| Кубок Канади з боротьби 2012                                           | Канада | вільна боротьба, до 66 кг        | Золото |
| Міжнародний меморіал Дейва Шульца 2013                                 | Канада | вільна боротьба, до 66 кг        | Бронза |
| Турнір Яшара Догу 2013                                                 | Канада | вільна боротьба, до 66 кг        | 5      |
| Об'єднаний турнір з 4 видів боротьби 2013                              | Канада | Multiple Style Event, до LL66 кг | Срібло |
| Гран-прі Німеччини з боротьби 2013                                     | Канада | вільна боротьба, до 66 кг        | Золото |
| Гран-прі Німеччини з боротьби 2014                                     | Канада | вільна боротьба, до 65 кг        | 9      |
| Кубок Канади з боротьби 2014                                           | Канада | вільна боротьба, до 70 кг        | Золото |
| Золотий Гран-прі з боротьби 2014 (Баку)                                | Канада | вільна боротьба, до 65 кг        | Бронза |
| Міжнародний меморіал Білла Фаррелла 2014                               | Канада | вільна боротьба, до 70 кг        | Золото |
| Гран-прі Парижа з боротьби 2015                                        | Канада | вільна боротьба, до 70 кг        | 15     |
| Олімпійський кваліфікаційний турнір з боротьби 2016 (Фріско)           | Канада | вільна боротьба, до 65 кг        | Бронза |
| Олімпійський кваліфікаційний турнір з боротьби 2016 (Улан-Батор)       | Канада | вільна боротьба, до 65 кг        | 9      |
| Олімпійський кваліфікаційний турнір з боротьби 2016 (Стамбул)          | Канада | вільна боротьба, до 65 кг        | Срібло |